# Bezirksgemeinde Valka
Die Bezirksgemeinde Valka (lettisch Valkas novads) liegt im Norden Lettlands in der historischen Landschaft Vidzeme. Ihr Verwaltungssitz ist in Valka.

## Geografie
Das Gebiet liegt in einem waldreichen Gelände an der estnischen Grenze, die im südlichen Abschnitt vom Fluss Gauja markiert wird, bevor der Fluss quer durch die Bezirksgemeinde fließt. Der Kernort Valka ist der lettische Teil einer durch die Staatsgrenze zu Estland geteilten Stadt.
Im Westen grenzt die Bezirksgemeinde an die Bezirksgemeinde Valmiera, im Süden an die Bezirksgemeinde Smiltene.

## Gliederung
Seit 2009 bildet die Stadt Valka mit den fünf umliegenden Orten Ērģeme, Kārķi, Valka (Land), Vijciems und Zvārtava eine Verwaltungsgemeinschaft. Am 1. Juli 2010 waren 10.513 Einwohner gemeldet.

## Verkehr
Durch das Gebiet verläuft die Bahnstrecke Riga–Valga mit dem Haltepunkt Saule und dem Bahnhof Lugaži auf Bezirksgemeindegebiet. Im nahen Bahnhof Valga besteht Anschluss an Züge Richtung Tartu und Tallinn. Wichtigste Straßenverbindung ist die Staatsstraße A3 von Inčukalns nach Valka am Grenzübergang nach Estland, die Teil der Europastraße 264 ist. Bei Kārķi gibt es einen Flugplatz.

## Nachweise
1. ↑  Law on Administrative Territories and Populated Areas, likumi.lt, abgerufen am 10. August 2021